# 藤本愛妃
藤本 愛妃（ふじもと あき、1998年2月11日 - ）は、日本の女子バスケットボール選手である。ポジションはセンター。Wリーグの富士通レッドウェーブ所属。東京医療保健大学卒業。徳島県出身。

## 来歴
桜花学園から東京医療保健大学に進み、2年時にユニバーシアード日本代表として銀メダル獲得。4年時にもユニバーシアードに出場し4位。
2020年1月、富士通レッドウェーブにアーリーエントリー。

## 人物
- 父は元プロ野球選手の藤本俊彦、母は全日本女子バレーボールチームの一員としてオリンピック2大会に出場した（旧姓）山内美加、妹の藤本愛瑚もバスケットボール選手[2]である。

## 経歴
- 桜花学園高 - 東京医療保健大

## 日本代表歴
- 2017ユニバーシアード
- 2019ユニバーシアード